# Le Testament français
Le Testament français est un roman d'inspiration autobiographique écrit par Andreï Makine, publié le 6 septembre 1995 au Mercure de France, et ayant reçu la même année le prix Goncourt, le prix Goncourt des lycéens et le prix Médicis (ex æquo, pour ce dernier, avec La Langue maternelle de Vassilis Alexakis).

## Historique
Le roman, déjà lauréat du prix Médicis, remporte également en novembre 1995 le prix Goncourt, qui n'hésite pas cette année-là à affirmer « son choix souverain » au premier tour de scrutin par six voix contre quatre à La Souille de Franz-Olivier Giesbert  malgré la reconnaissance par un prix aussi concurrent. Il reçoit également le prix Goncourt des lycéens.

## Résumé
Charlotte, une femme d'origine française émigrée en Sibérie avec sa mère entre les deux guerres, raconte à son petit-fils Aliocha le Paris et la France de son enfance, où elle a grandi. Peu à peu, celui-ci s'imprègne de culture française à travers la langue et les récits de sa grand-mère. Cette France devient pour lui une véritable Atlantide, tel par exemple le bistrot Au ratafia de Neuilly où ledit ratafia est servi dans des coquilles d'argent, etc. Cette double sensibilité franco-russe, îlot d'altérité en son for intérieur, lui pèsera (ses camarades russes perçoivent et sanctionnent cette différence) puis l'enrichira, l'élèvera et le poussera vers la France.
Ce roman d'un Russe francophone n'est pas seulement l'histoire de sa relation avec la France, mais aussi une vaste fresque tragique de la vie des populations à travers les immenses plaines de Sibérie sous l'ère soviétique. Famines, viols, conditions de vie extrêmes, misère, mais aussi chaleur des relations humaines, premières amours, joie et espérance s'entremêlent.

## Éditions
Éditions imprimées
- Andreï Makine, Le Testament français, Paris, Mercure de France, 1er septembre 1995, 309 p. (ISBN 978-2-7152-1936-6, BNF 35790293)
- Andreï Makine, Le Testament français, Paris, Gallimard, coll. « Folio » (no 2934), 1997, 342 p. (ISBN 978-2-07-040187-1)Réimprimé avec les mêmes références en juin 2007.

Livres audio
- Andreï Makine, Le Testament français, Paris, Livraphone, 1er février 1996 (ISBN 978-2-87809-113-7)Narrateur : Guy Moign ; support : 2 cassettes audio ; durée : non connue ; référence éditeur : non connue
- Andreï Makine, Le Testament français, Paris, Livraphone, 12 janvier 2004 (ISBN 978-2-87809-345-2, BNF 40071575)Narrateur : Guy Moign ; support : 8 disques compact audio ; durée : 8 h 50 min environ ; référence éditeur : LIV 263C.
- Andreï Makine, Le Testament français, Paris, Livraphone, 4 novembre 2004 (EAN 335-89-500-0008-1, BNF 40103815)Narrateur : Guy Moign ; support : 1 disque compact audio MP3 ; durée : 8 h 50 min environ ; référence éditeur : LIV 263M.